# Tirilazad
Il tirilazad e il suo sale tirilazad mesilato o U-74006F è un lazaroide studiato dalla Upjohn nel trattamento dello Stroke e commercializzato con il nome di Freedox.

## Storia
Il tirilazad mesilato è l'unica molecola appartenente ai lazaroidi, ad aver trovato utilizzo e impiego clinico sull'uomo nello stroke.
La (New Drug Application) NDA all'FDA è stata presentata il 13 giugno 1994; successivamente sono stati 31 i paesi nel mondo cui è stata presentata la richiesta di approvazione regolatoria, il primo paese ad approvarlo è stato l'Austria nel febbraio 1995 per il trattamento di forme di emorragia subaracnoidea aneurismatica nei soggetti maschi.
In data 31 maggio 2003 il marchio Freedox è stato cancellato dalla Pharmacia & Upjohn Company LLC.
In una metanalisi del 2010 condotta presso il dipartimento di Neurologia dell'Università di Sichuan in Cina, gli autori concludono che non vi sono evidenze cliniche che il tirilazard in associazione con la nimodipina sia in grado di ridurre la mortalità e gli outcome sfavorevoli nei pazienti con emorragia subaracnoidea aneurismatica.
Uno studio statunitense del 2018 indicherebbe che in una analisi post-hoc il tirilazad ha mostrato di migliorare significativamente la sopravvivenza dei pazienti maschi con una lesione cerebrale traumatica (TBI) che presentavano emorragia subaracnoidea traumatica (tSAH).

## Sintesi chimica
La sintesi chimica è descritta nel 1987 da Braughler, J.M.et al.

## Farmacologia

### Farmacocinetica
Secondo Kavanagh dell'Università di Sydney la farmacocinetica del tirilazad può essere così riassunta:
Il tirilad ad è ampiamente distribuito nei tessuti del corpo sia dopo dosi singole che multiple.
Il 99% del farmaco è legato alle proteine, possiede un volume di distribuzione di ~ 3,33 litri kg−1. 
La sua emivita è di circa 35 h, lo steady state si ottiene dopo 5 giorni di somministrazione.
Il tirilazad viene metabolizzato nel fegato in diversi metaboliti inattivi ossidati e in un metabolita ridotto l' U-89678, che è attivo.
L'eliminazione epatica del tirilazad dipende dal flusso ematico epatico e suggerisce che essa ha un rapporto di estrazione epatica medio-alta.
L'eliminazione del tirilazad e del suo metabolita attivo (U-89678) è leggermente maggiore nelle donne, a causa di differenze di genere nel flusso epatico e nel metabolismo della frazione steroide della molecola. 
L'eliminazione di tirilazad è significativamente aumentata con gli anticonvulsivanti, quali la fenitoina. 
Solo il 12% della dose può essere recuperata nelle urine mentre la maggior parte di esso si ritrova nelle feci.

### Farmacodinamica
Il tirilazad, un lazaroide, ed è un potente inibitore della perossidazione lipidica con un effetto citoprotettivo contro i ROS prodotti in risposta al trauma dei tessuti. Il tirilazad può essere usato nella prevenzione del danno tissutale secondario all'emorragia subaracnoidea (Stroke). Esso è studiato anche per le indicazioni: lesioni del midollo spinale ed anche per il trauma cranico e per l'ictus ischemico.
L'(U-74006F) o Tirilazad mesilato possiede attività: Neuroprotettiva, antiossidante e antifiammatoria.

## Indicazioni
L'indicazione approvata è: emorragia subaracnoidea aneurismatica ed è in commercio nei seguenti paesi: Austria, Australia, Belgio, Danimarca, Finlandia, Norvegia, Svezia, Svizzera, Sud Africa. 
Il farmaco è indicato solo nei maschi; poiché l'eliminazione del farmaco è maggiore nelle femmine e il dosaggio studiato è inefficace in esse.

## Effetti collaterali
Con dosi fino a 6 mg/kg/die si sono osservate lievi alterazioni della alanina transaminasi, irritazioni dolorose nel sito di inoculo; mentre mostra minimi cambiamenti nella frequenza cardiaca, della pressione arteriosa o del ritmo cardiaco e nessuna alterazione della glicemia, del cortisolo e della temperatura corporea.

## Interazioni
La sua clearance è diminuita del 50% dalla fenitoina.